# UNS
UNS er forkortelsen for Unified Numbering System, der er et navngivningssystem til legeringer, oftest metaller. Det består af et bogstav (A for aluminium, C for kobber, S for rustfri stål, T for værktøjsstål osv.) og et 5-cifret nummer, f.eks. S32760. Systemet bruges overvejende i Nordamerika. UNS er ikke er fuld materialspecifikation, da den ikke indeholder krav til mekaniske egenskaber, varmebehandling, mikrostruktur og lignende. 
| Enheder | Spire Denne artikel om standarder og måleenheder er en spire som bør udbygges. Du er velkommen til at hjælpe Wikipedia ved at udvide den. |